# Johannes Kahrs (Künstler)
Johannes Kahrs (* 1965 in Bremen) ist ein deutscher Künstler.

## Leben und Wirken
Von 1988 bis 1994 studierte Johannes Kahrs an der Hochschule der Künste Berlin. 1992/93 lebte und arbeitete er in Barcelona. 1994 war er an der Berliner Hochschule der Künste Meisterschüler in der Klasse von Walter Stöhrer.
Ab Mitte der 1990er Jahre wurden Kahrs Werke in zahlreichen Einzel- und Gruppenausstellungen der internationalen Kunstszene präsentiert, z. B. im Stedelijk Museum voor Actuele Kunst (S.M.A.K.) in Gent (2001), im Drawing Center in New York City (1997), in der Scottish Gallery of  Modern Art in Edinburgh (1997), auf der ersten Berlin Biennale (1998), von der Gesellschaft für Aktuelle Kunst in Bremen (1998) und vom P.S.1 Contemporary Art Center in New York City (1997 und 1999).
Kahrs erhielt mehrfach Arbeitsstipendien, so vom Berliner Senat (1995 und 1999), vom Kunst-Werke Berlin e. V. (1996/1997), vom Institut français Berlin für einen Aufenthalt in Paris (1997) und von der Beauftragten der Bundesregierung für Kultur und Medien, Christina Weiss, für einen Aufenthalt in der Deutschen Akademie Rom Villa Massimo (2005).
Er beschäftigt sich mit Malerei, Graphik, Videokunst sowie Ton- und skulpturalen Installationen. Seine Themen reflektieren die ebenso banale wie brutale Bilderwelt der modernen Medien. In seinen großformatigen Ölgemälden und Pastellzeichnungen hinterfragt Kahrs gesellschaftliche Konventionen und Sehgewohnheiten ironisch. Seit 2003 wird er von der Zeno X Gallery in Antwerpen vertreten.
Kahrs lebt und arbeitet in Berlin.

## Ausstellungen (Auswahl)

### Einzelausstellungen
- 1994: Schlag Doch (Fiktives Portrait J. Bartsch), DAAD-Galerie, Berlin
- 1995: Datierung, Kunstprojekt im öffentlichen Raum in Zusammenarbeit mit zitty, Berlin
- 1997: Thompson Homestead, Slater, Missouri, in Zusammenarbeit mit der belgischen Zeitschrift passe-partout in der Galerie Transit, Löwen
- 1997: 93'09"-Vorzimmer/4 Klacks, Vereniging voor het Museum van Hedendaagse Kunst, Gent
- 1998: Why don't you paint my portrait, GAK Gesellschaft für Aktuelle Kunst, Bremen
- 2001: A-h, Wanderausstellung, Stedelijk Museum voor Actuele Kunst (S.M.A.K.) Gent, Fonds régional d'art contemporain (Frac) des Pays de la Loire, Kunstverein München
- 2002: Down‘n Out, Künstlerhaus Bethanien, Berlin
- 2007: Men with music, Galleria d´Arte Moderna e Contemporanea (GAMeC), Bergamo

### Gruppenausstellungen
- 1995: Close up, Städtische Galerie Bremen
- 1996: Nach Weimar, Kunstsammlungen zu Weimar
- 1997: Selection Fall, Drawing Center, New York City
- 1997: Heaven. Private View., P.S.1 Contemporary Art Center, New York City
- 1998: Indoor, Centro Civico per l’Arte Contemporanea, Serre di Rapolano (Provinz Siena)
- 1998: 1. Berlin Biennale für Zeitgenössische Kunst
- 1999: Children of Berlin, P.S.1 Contemporary Art Center, New York City
- 2003: Fuori Uso 2003, Pescara
- 2003:  deutschemalerzweitausenddrei im Frankfurter Kunstverein
- 2004: Voorkamer, Lier
- 2004: Tretjakow-Galerie, Moskau
- 2007: The Painting of Modern Life, Hayward Gallery, London
- 2008: Collecció d’Art Contemporani Fundació „la Caixa“, CaixaForum Madrid

## Auszeichnungen
- 1994: International Schlumberger Award for Art
- 1998: Förderung des Ausstellungskatalogs „Why don't you paint my portrait“ durch die Alfried Krupp von Bohlen und Halbach-Stiftung im Programm „Kataloge für junge Künstler“
- 2000: Dorothea-von-Stetten-Kunstpreis